# Харловка (река)
Харловка — река в России, протекает по Ловозерскому району Мурманской области, впадает в Баренцево море.
Харловка вытекает из озера Лявозеро. Течёт на север, протекает через  Няльмозеро и впадает в Баренцево море у деревни Харловка. Вблизи устья Харловки в Баренцевом море расположен остров Харлов. В бассейне реки находится Безымянное озеро.
Длина реки составляет 85 км, площадь водосборного бассейна 2000 км². В 36 км от устья, по правому берегу реки впадает река Некъю.
В реке водится сёмга.

## Данные водного реестра
По данным государственного водного реестра России относится к Баренцево-Беломорскому бассейновому округу, водохозяйственный участок реки — реки бассейна Баренцева моря от восточной границы бассейна реки Воронья до западной границы бассейна реки Иоканга (мыс Святой Нос). Речной бассейн реки — бассейны рек Кольского полуострова, впадает в Баренцево море.
Код объекта в государственном водном реестре — 02010000912101000004436.